# Arpophyllum
Arpophyllum – rodzaj roślin z rodziny storczykowatych (Orchidaceae). Obejmuje 3 gatunki występujące w Ameryce Południowej i Środkowej w takich krajach i regionach jak: Belize, Kolumbia, Kostaryka, Salwador, Gwatemala, Honduras, Jamajka, Meksyk, Nikaragua, Wenezuela.

## Systematyka
Rodzaj sklasyfikowany do podplemienia Laeliinae w plemieniu Epidendreae, podrodzina epidendronowe (Epidendroideae), rodzina storczykowate (Orchidaceae), rząd szparagowce (Asparagales) w obrębie roślin jednoliściennych.
Wykaz gatunków
- Arpophyllum giganteum Hartw. ex Lindl.
- Arpophyllum laxiflorum Pfitzer
- Arpophyllum spicatum Lex.